# 마카오 요리

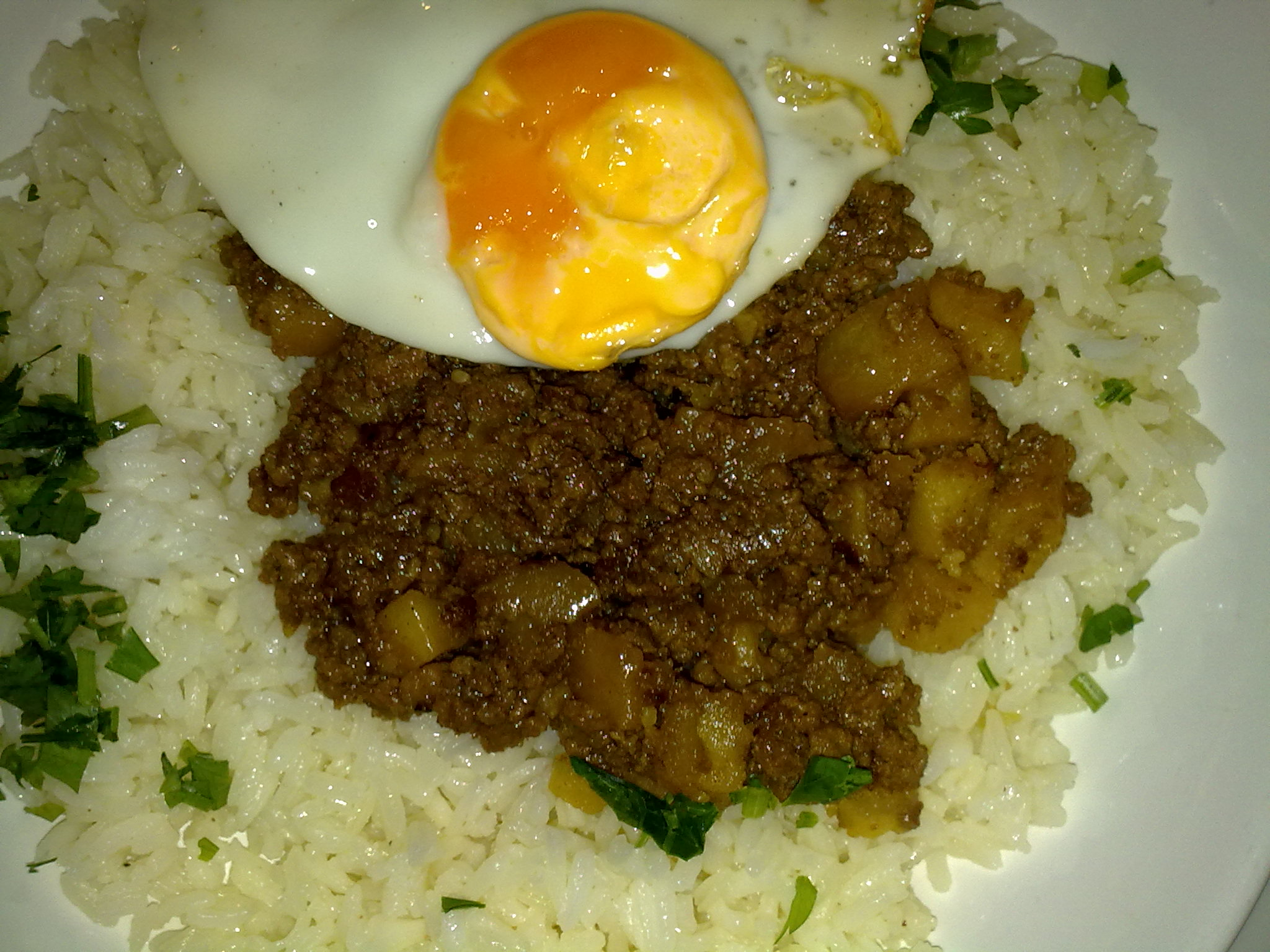
민치

마카오 요리(Macao 料理, 광둥어: 澳門采, 월병: ou3 mun4 coi3 오우문초이[*], 중국어 간체자: 澳门菜, 정체자: 澳門菜, 병음: Àomén cài 아오먼차이[*], 포르투갈어: cozinha de Macau 코지냐 드 마카우[*], 마카오어: comezaina di Macau 코메자이나 디 마카우)는 동아시아 중국에 있는 마카오의 요리이다. 주로 광둥 요리와 포르투갈 요리의 결합으로 이루어져 있으며, 동남 아시아와 본국 이외에 포르투갈에 큰 영향을 받았다.

## 개요
많은 독특한 요리는 嘗이라는 포르투갈 선원의 아내가 유럽 요리에 가까운 것을 만들려고 고안한 다양한 향신료 혼합 유래되었다고 전해지고 있다. 그 재료와 양념은 중국과 유럽뿐만 아니라 라틴 아메리카, 아프리카, 인도, 동남 아시아도 포함된다.
일반적으로 마카오 요리의 요리법으로 구이, 석쇠 구이, 졸임, 양념 무침, 코코넛밀크, 계피, 바칼라오(대구) 등 다양한 종류의 양념이 되어 있어 "맛 혼합 문화"로 유명한 마카오 요리만의 독특한 향기와 풍미를 자아낸다. 이런 이유로 현재 마카오 요리는 일종의 다국적 요리로 간주된다. 

## 요리
대표적인 요리로는 포우궉가이, 페이자우가이, 바칼랴우 커리, 전채로는 돼지귀, 파파야 샐러드, 토끼 고기를 와인이나 계피 등의 양념으로 약한 불로 익힌 요리 등을 들 수 있다. 최근 가장 인기있는 식사와 디저트는 쥐파바우, 겅잡종나이, 파스텔 드 나타 등이 있다.

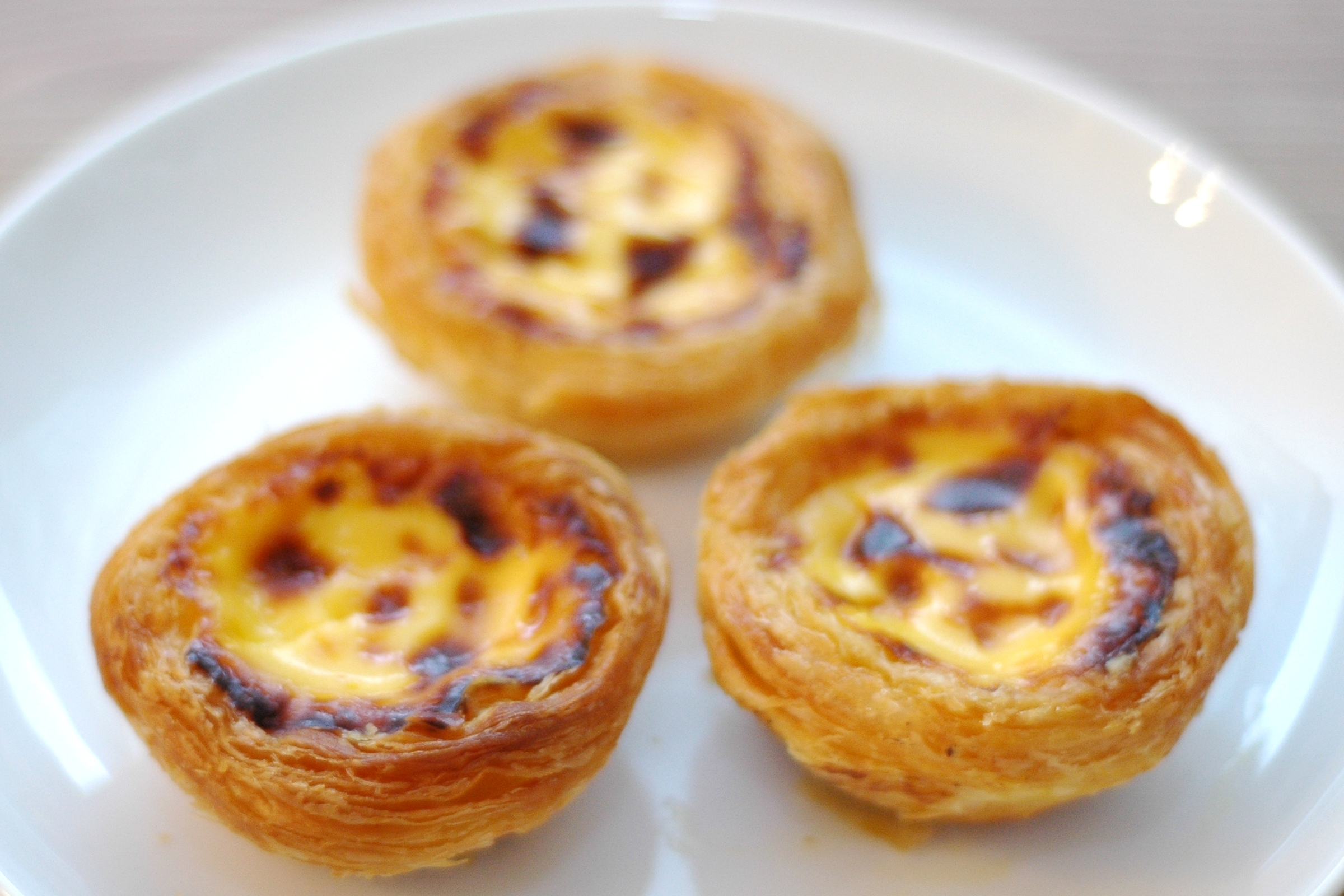
파스텔 드 나타
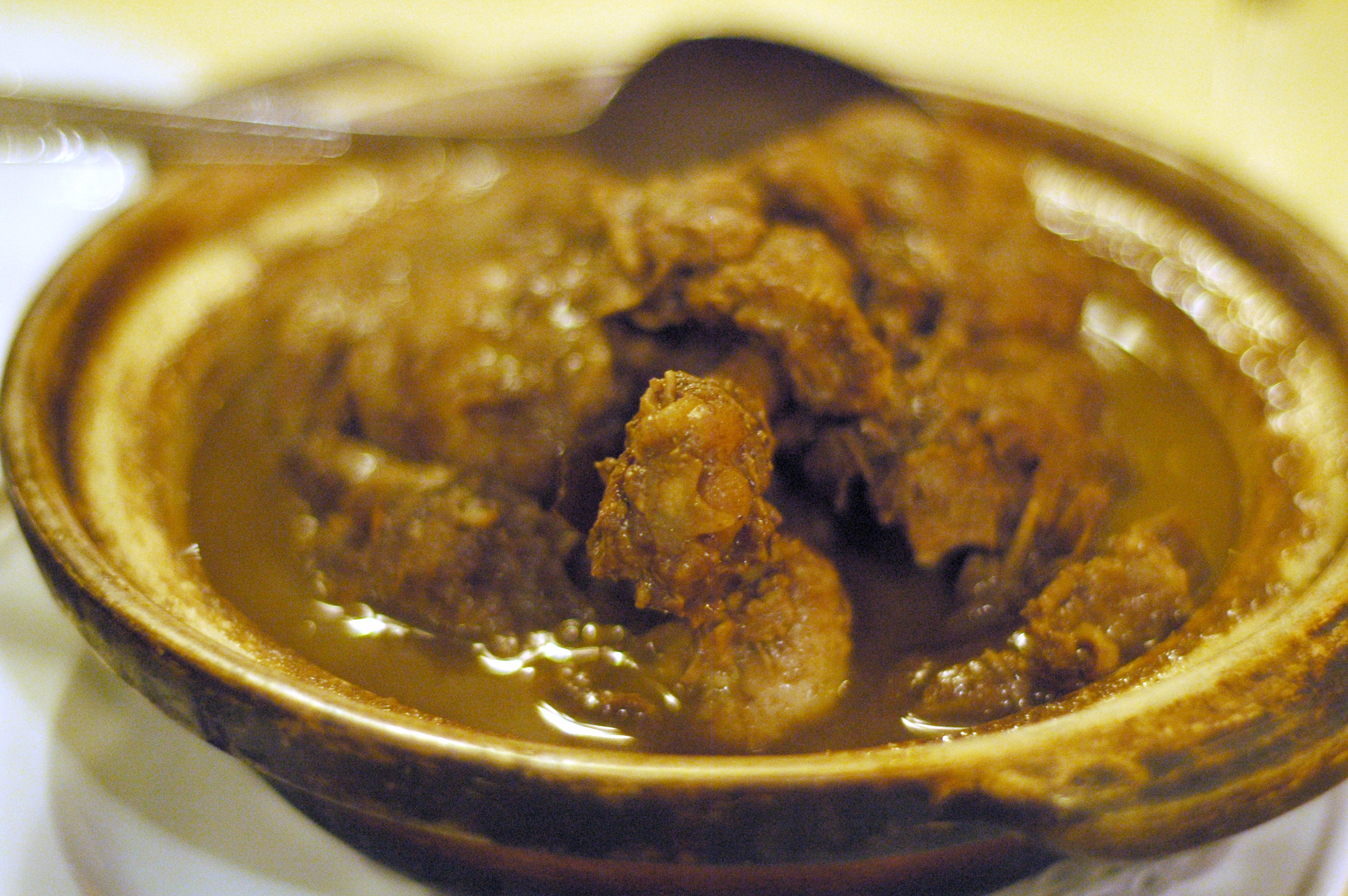
파투 드 카비델라

## 같이 보기
- 중국 요리